# Махмуд Халіль Аль-Хусарі
Шейх Махму́д Халі́ль аль-Ху́сарі (араб. الشَّيْخ مَحْمُود خَلِيل الْحُصَرِي 17 вересня 1917, село Шибра-ан-Намля, Султанат Єгипет — 24 листопада 1980, Арабська Республіка Єгипет) — єгипетський читець Корану. Один із найвідоміших читців Корану XX століття. Широко відомий своїм еталонним читанням Корану.

## Біографія
Махмуд Халіль аль-Хусарі народився 17 вересня 1917 року в селі Шибра-ан-Намля у Султанаті Єгипет.
Аль-Хусарі вивчив напам'ять весь Коран до восьми років і почав читати його на публічних зборах у віці 12 років. В 1944 Аль-Хусарі переміг у конкурсі з читання Корану на Єгипетському радіо, в якому взяли участь близько 200 осіб, включаючи таких читців Корану, як Мухаммад Ріфат.
Умів читати Коран на 10 кіраатах, які вивчив в аль-Азхарі. Отримав диплом за напрямом «Гулум аль-Куран» і тому напряму став викладати Коран.
Він був першою людиною, яка зробила свій аудіозапис читання Корану в 1961 році з кіраатом від Хафс від Асіма і єгипетське радіо Корану транслювало виключно його читання протягом приблизно 10 років.
У 1954 уряд Саудівської Аравії запросив його в священне місто Мекку для відкриття електрики, а в 1960 він став першим коранічним послом, що відвідав мусульман в Індії і Пакистані і виступив на першій ісламській конференції в Індії.
У 1968 році Махмуд Халіл аль-Хусарі став главою Союзу єгипетських читачів, де він в 1970 році записав знамениті єгипетські аудіозаписи Корану разом з іншими читачами Корану, включаючи Мустафу Ісмаїла, Абдуль-Басіта Абдус-Самада.